# Liczby względnie pierwsze
Liczby względnie pierwsze – relacja między liczbami naturalnymi i innymi całkowitymi, definiowana przez podzielność. Największy wspólny dzielnik (NWD) liczb względnie pierwszych wynosi jeden. Symbolicznie:
{\displaystyle {\begin{aligned}&a,b,c,\dots ,d\in \mathbb {Z} ,\\{\mbox{NWD}}(&a,b,c,\dots ,d)=1.\end{aligned}}}
W przypadku dwóch liczb {\displaystyle a,b} używa się też znaku prostopadłości: {\displaystyle a\perp b.}
Szybkim sposobem określenia, czy dwie liczby są względnie pierwsze jest algorytm Euklidesa. Funkcja Eulera dodatniej liczby całkowitej {\displaystyle n} jest liczbą liczb naturalnych między 1 a {\displaystyle n,} które są względnie pierwsze z {\displaystyle n}.
Zbiory o więcej niż dwóch elementach mogą mieć własność względnej pierwszości parami – kiedy każde dwie różne liczby są względnie pierwsze: {\displaystyle \forall a,b\in A:a\neq b\Rightarrow a\perp b.} Względna pierwszość całego zbioru jest logicznie słabsza od tej parami; przykładowo liczby ze zbioru {2,3,4} są względnie pierwsze, ale nie są względnie pierwsze parami, ponieważ 2|4.
Relację względnej pierwszości definiuje się też w algebrze abstrakcyjnej, w kontekście niektórych pierścieni, co opisuje dalsza sekcja.

## Przykłady
- Liczby 6 i 35 są względnie pierwsze, ale 6 i 27 nie są, gdyż obie są podzielne przez 3.
- Liczba 1 jest względnie pierwsza z każdą liczbą całkowitą.
- Liczby 10, 12 i 15 są względnie pierwsze, ale nie są parami względnie pierwsze (najmniejsza wspólna wielokrotność tych liczb wynosi 60, a nie 10·12·15 = 1800).

Poniższa tabela zaznacza względną pierwszość liczb z zakresu 0–9:
|   | 0                      | 1                      | 2                      | 3                      | 4                      | 5                      | 6                      | 7                      | 8                      | 9                      |
| - | ---------------------- | ---------------------- | ---------------------- | ---------------------- | ---------------------- | ---------------------- | ---------------------- | ---------------------- | ---------------------- | ---------------------- |
| 0 |                        | {\displaystyle \perp } |                        |                        |                        |                        |                        |                        |                        |                        |
| 1 | {\displaystyle \perp } | {\displaystyle \perp } | {\displaystyle \perp } | {\displaystyle \perp } | {\displaystyle \perp } | {\displaystyle \perp } | {\displaystyle \perp } | {\displaystyle \perp } | {\displaystyle \perp } | {\displaystyle \perp } |
| 2 |                        | {\displaystyle \perp } |                        | {\displaystyle \perp } |                        | {\displaystyle \perp } |                        | {\displaystyle \perp } |                        | {\displaystyle \perp } |
| 3 |                        | {\displaystyle \perp } | {\displaystyle \perp } |                        | {\displaystyle \perp } | {\displaystyle \perp } |                        | {\displaystyle \perp } | {\displaystyle \perp } |                        |
| 4 |                        | {\displaystyle \perp } |                        | {\displaystyle \perp } |                        | {\displaystyle \perp } |                        | {\displaystyle \perp } |                        | {\displaystyle \perp } |
| 5 |                        | {\displaystyle \perp } | {\displaystyle \perp } | {\displaystyle \perp } | {\displaystyle \perp } |                        | {\displaystyle \perp } | {\displaystyle \perp } | {\displaystyle \perp } | {\displaystyle \perp } |
| 6 |                        | {\displaystyle \perp } |                        |                        |                        | {\displaystyle \perp } |                        | {\displaystyle \perp } |                        |                        |
| 7 |                        | {\displaystyle \perp } | {\displaystyle \perp } | {\displaystyle \perp } | {\displaystyle \perp } | {\displaystyle \perp } | {\displaystyle \perp } |                        | {\displaystyle \perp } | {\displaystyle \perp } |
| 8 |                        | {\displaystyle \perp } |                        | {\displaystyle \perp } |                        | {\displaystyle \perp } |                        | {\displaystyle \perp } |                        | {\displaystyle \perp } |
| 9 |                        | {\displaystyle \perp } | {\displaystyle \perp } |                        | {\displaystyle \perp } | {\displaystyle \perp } |                        | {\displaystyle \perp } | {\displaystyle \perp } |                        |

## Własności

### Przypadek par liczb
Względna pierwszość jako relacja dwuargumentowa ma szereg własności:
- nie jest zwrotna; żadna liczba większa od jedynki nie jest względnie pierwsza ze sobą;
- nie jest też przeciwzwrotna, ponieważ {\displaystyle 1\perp 1;}
- jest symetryczna, ponieważ NWD jest działaniem przemiennym;
- nie jest przechodnia (tranzytywna); przykładowo {\displaystyle 2\perp 3} i {\displaystyle 3\perp 2,} ale dwójka nie jest względnie pierwsza ze sobą;
- nie jest też przeciwprzechodnia (atranzytywna) ze względu na względną pierwszość jedynki ze sobą samą {\displaystyle (1\perp 1).}
- implikuje, że ich najmniejsza wspólna wielokrotność tych liczb równa się ich iloczynowi[potrzebny przypis]: {\displaystyle a\perp b\Rightarrow {\mbox{NWW}}(a,b)=ab.}
- warunkiem równoważnym względnej pierwszości liczb {\displaystyle a,b} jest, aby istniały liczby całkowite {\displaystyle x} i {\displaystyle y} spełniające równanie[4]: {\displaystyle ax+by=1.}

### Przypadek ogólny
Przedostatnie twierdzenie nie uogólnia się na większą liczbę czynników; przykładowo:
{\displaystyle {\begin{aligned}{\mbox{NWD}}(4,6,9)&=1,\\{\mbox{NWW}}(4,6,9)&=36,\\4\cdot 6\cdot 9&=216.\end{aligned}}}
Na to, aby liczby {\displaystyle a_{1},\dots ,a_{n}} były względnie pierwsze, potrzeba i wystarcza, aby istniały liczby całkowite {\displaystyle k_{1},\dots ,k_{n}} spełniające równanie:
{\displaystyle k_{1}a_{1}+\ldots +k_{n}a_{n}=1.}

## Uogólnienie
W pierścieniu przemiennym z jedynką {\displaystyle R} ideały {\displaystyle I} i {\displaystyle J} nazywamy względnie pierwszymi, jeśli ich suma algebraiczna {\displaystyle I+J} jest całym pierścieniem.
W dziedzinach ideałów głównych można przyjąć następującą definicję elementów względnie pierwszych: {\displaystyle a} i {\displaystyle b} są względnie pierwsze jeśli z faktu, że pewien element {\displaystyle d} dzieli {\displaystyle a} i dzieli {\displaystyle b} wynika, że {\displaystyle d} jest odwracalny. Jest ona równoważna temu, że ideały generowane przez te elementy są względnie pierwsze. W pierścieniach niebędących dziedzinami ideałów głównych te pojęcia nie muszą się pokrywać.
Liczby względnie pierwsze generują ideały względnie pierwsze w {\displaystyle \mathbb {Z} } (bo {\displaystyle \mathbb {Z} } jest dziedziną ideałów głównych).